# Mbhashe Local Municipality
Mbhashe Local Municipality (kurz Mbhashe; bis zum 16. Juli 2004 Mbashe) ist eine Local Municipality im Distrikt Amathole der südafrikanischen Provinz Ostkap. Der Sitz der Gemeindeverwaltung befindet sich in Dutywa. Bürgermeister ist Samkelo Nicholas Janda.
Die Gemeinde ist nach dem ihr Territorium durchfließenden Mbashe River benannt.

## Städte und Orte
| - Colosa C - Doti - Dutywa (früher Idutywa) - Elliotdale - KuMpame | - KuQangqalala - KwaNganda - Manganyela - Mangathi - Mboya | - Nqileni - Ntlonyana - Ntshatshongo - Sheshegu - Siszini | - Tafeni - Thaleni - Timani - Willow - Willowvale | - Xeni - Xwangu - Zimbuku |

## Bevölkerung
Im Jahr 2011 hatte die Gemeinde 254.909 Einwohner. Sie waren zu 99,4 % schwarz. Erstsprache war zu 94,1 % isiXhosa und zu 1,5 % Englisch.